# Honda C 175-serie
De Honda C 175-serie is een serie 175cc-tweecilindermotorfietsen die Honda produceerde van 1968 tot 1979. Dit artikel beschrijft ook de gerelateerde modellen GL 175 en SL 175.

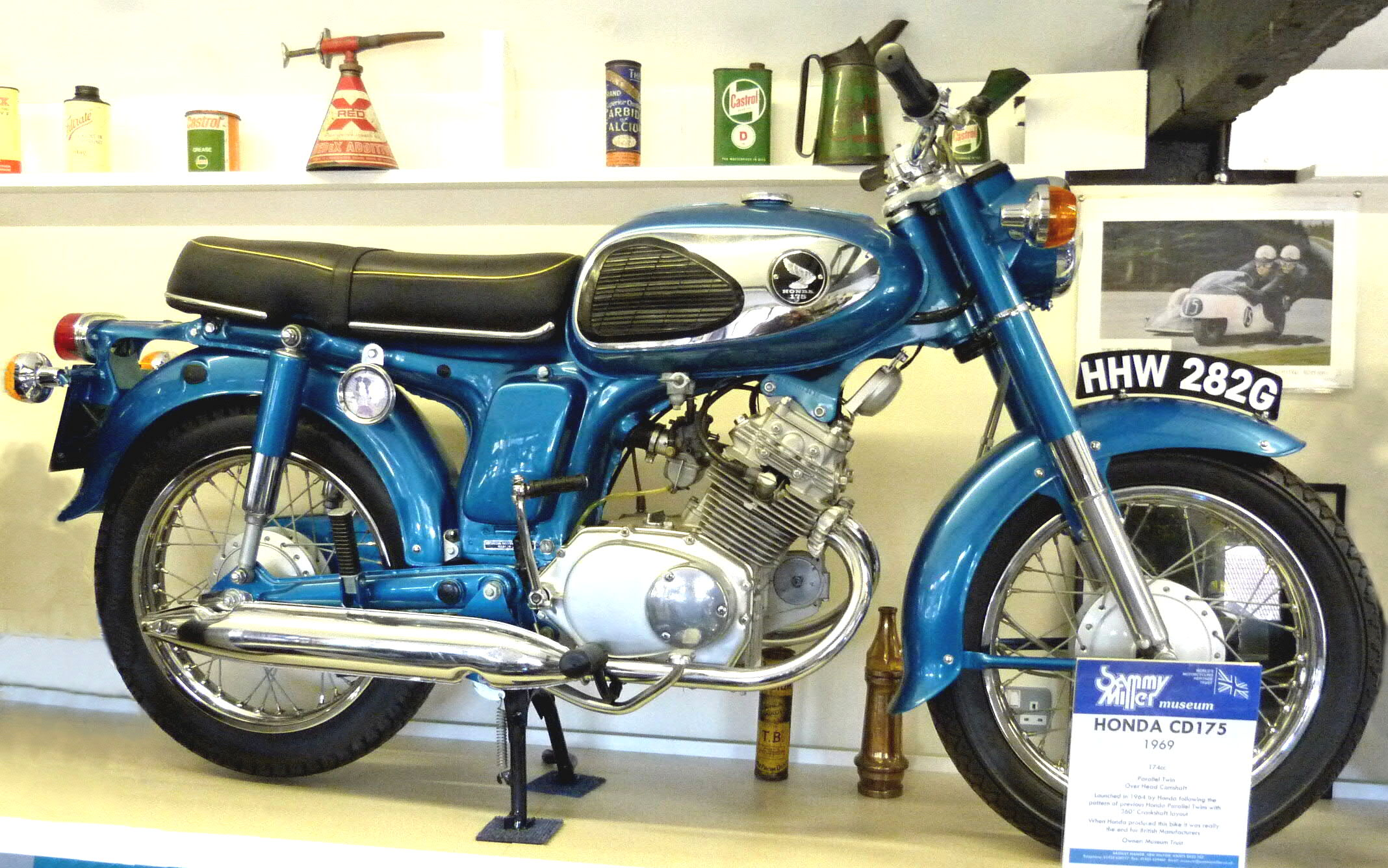
Honda CD 175 uit 1969, nog met voorover hellende cilinders en een plaatstalen frame. In de bocht van de uitlaten is goed de bevestigingsplaats van de (niet gemonteerde) startmotor te zien.

## Voorgeschiedenis
Sinds de introductie van de Honda C 71 en C 76 Dream in 1959 had Honda de wereld veroverd met haar lichte en snelle tweecilinders. In 1968 was het al de grootste fabrikant van motorfietsen ter wereld. De tweecilinders werden in alle soorten en maten geleverd: als toermotor, sportmotor en scrambler in 125-, 250- en 305 cc, met als topmodel de Honda CB 450. Zonder uitzondering leverden deze modellen meer vermogen dan concurrenten met dezelfde cilinderinhoud en ze waren al uitgevoerd met elektrische richtingaanwijzers en startmotoren.

### 1968
In 1968 was Honda al aan het afstappen van het vele plaatstaal dat voor frames en voorvorken werd gebruikt. De geperste platen waren heel geschikt voor massaproductie, maar gaven de motorfietsen ook een gedateerd uiterlijk. Door over te stappen op telescoopvorken en buisframes werd daar verbetering in gebracht. Het was ook de tijd dat de CB-modellen geïntroduceerd werden. In 1968 kwamen de CB 160, de CB 250 en de CB 350 op de markt. De motor van de CB 160 was feitelijk een grotere uitvoering van die van de 125cc-Honda CB 93.

### Eenvoud
Honda had steeds in alle inhoudsklasse topmodellen geleverd, zoals de 125cc-Honda CB 92 Benly Super Sport, de 250cc-Honda CB 72 Super Sport, de 305cc-Honda CB 77 Super Sport en de Honda CB 450, maar het produceerde ook echte eenvoudige "werkpaarden", waarvan de Super Cub een goed voorbeeld was, maar daarnaast ook de Honda CD 125 en de Honda CT-serie. Ook de Honda CA/CD 175 werd op de markt gebracht als een robuuste, niet al te dure commuter bike, die geschikt was voor woon-werkverkeer zowel binnen als buiten de stad.

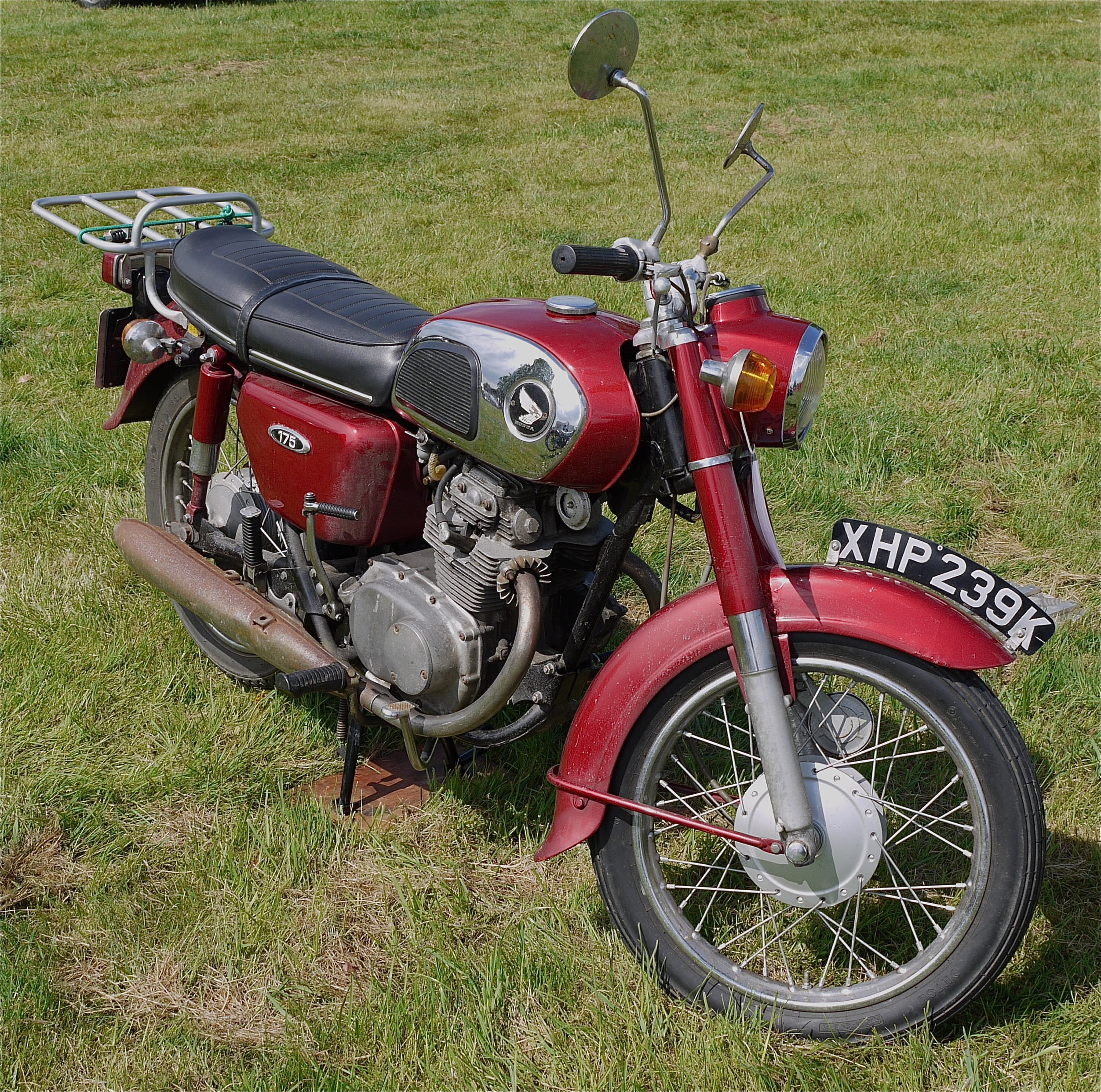
CD 175 uit 1972, met een buisframe en bijna verticale cilinders

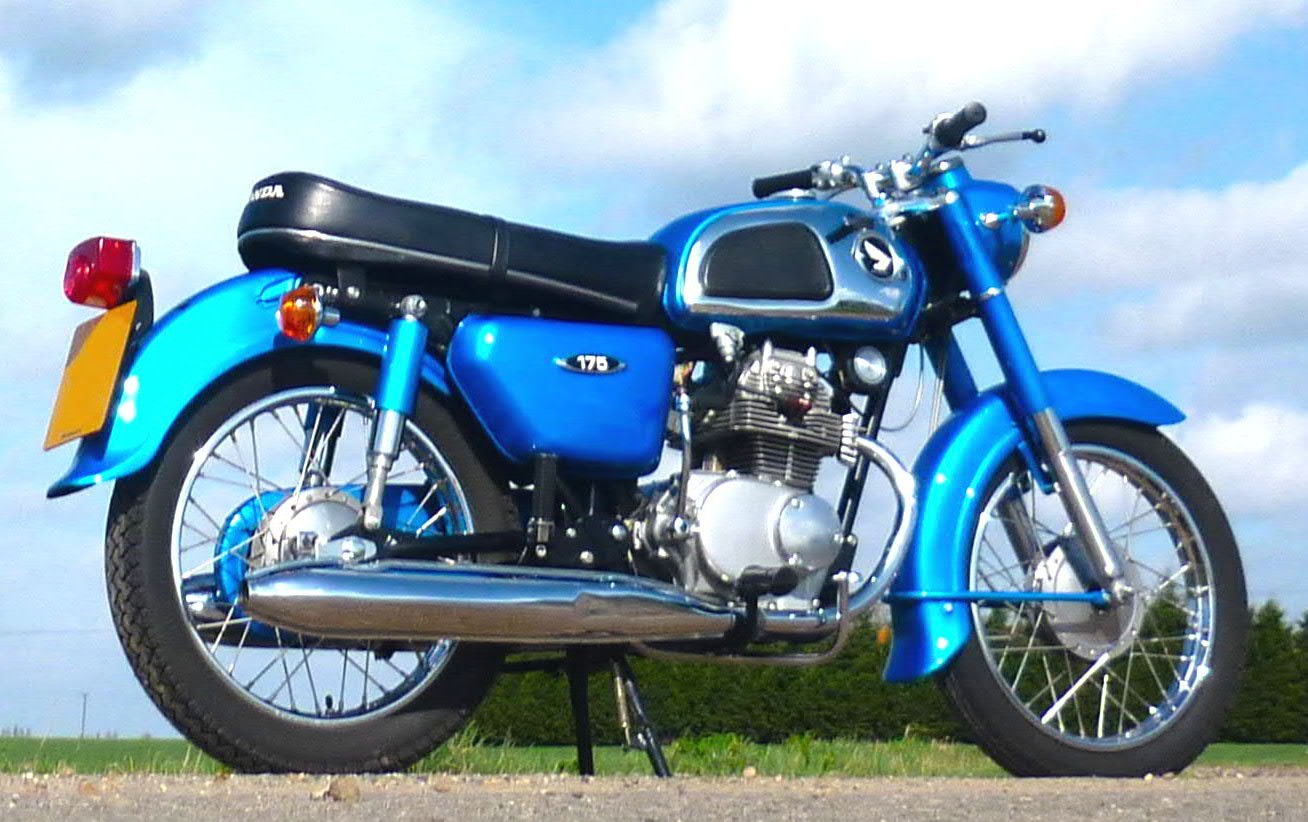
CD 175 uit 1975

## CD 175
De CD 175 kwam inderdaad op de markt als eenvoudige toermachine, nog met verchroomde tankflanken voorzien van knierubbers, maar dat was zo ongeveer het enige chroom dat er op de machine te vinden was. Het frame was nog steeds van plaatstaal en het motorblok droeg nog de sporen van de eerdere 160cc-twins waarvan het was afgeleid: de cilinders helden 30° voorover. De forse spatborden waren in de hoofdkleur van het frame gespoten en hoewel het distributiecarter aan de linkerzijde van het motorblok was voorbereid voor een startmotor, was er alleen een kickstarter aan boord. De machine had wel elektrische richtingaanwijzers, maar geen toerenteller. Om de gebruiks- en onderhoudsvriendelijkheid te benadrukken was er een volledig gesloten kettingkast gemonteerd.

### Motor
De motor was een paralleltwin met een bovenliggende nokkenas die door een ketting werd aangedreven. De cilinders helden aanvankelijk 30° voorover. Het blok leverde 17 pk bij 10.500 tpm. In 1969 kwam de nieuwe motor met rechtop staande cilinders, die nog slechts 15 pk bij 10.000 tpm leverde. Alle CD/CA 175 modellen hadden slechts één Keihin-carburateur en een 6 volt elektrische installatie.

### Aandrijving
Vanaf de krukas dreven tandwielen de meervoudige natte platenkoppeling aan. De machine had een vierversnellingsbak en het achterwiel werd aangedreven door een geheel ingesloten ketting.

### Rijwielgedeelte
Het frame was een plaatframe van het ruggengraattype. De CD 175 kreeg een laag stuur, dat wel uit een buis was getrokken. In de verticale balk van het T-vormige frame was ruimte voor het boordgereedschap, het luchtfilter, de accu en het contactslot. De machine had 16 inch wielen.

### 1968-1969, CD 175
De CD 175 werd geleverd in zwart, Candy Red en Candy Blue.

### 1969-1979, CD 175 K3
De CD 175 K3 kreeg de meer rechtopstaande cilinders en ook een nieuw frame. Het was nu een buisframe van het brugtype, dat van een afstandje leek op een enkel wiegframe, maar de framebuis die vanaf het balhoofd naar het onderblok liep stopte daar en het motorblok was nog steeds een dragend onderdeel van het frame. De kleurkeuze bleef gelijk: zwart, Candy Red en Candy Blue. De machine was nu echter ook leverbaar met een bijzonder zadel: het eigenlijke zadel bood slechts ruimte aan de bestuurder, daarachter zat een groot bagagerek. Zoals bij meerdere modellen van Honda kon op dat bagagerek echter ook een tweede zitkussen gemonteerd worden.

## CA 175

### 1968-1969, CA 175
De CA 175 was vrijwel identiek aan de CD 175, maar het was de versie voor de Verenigde Staten, te herkennen aan een hoger stuur en de aanwezigheid van een startmotor. De CA 175 werd in de VS - in tegenstelling tot de CL 175 - geen succes. Amerikaanse dealers begonnen uiteindelijk ombouwkits te leveren om de CA tot CL om te bouwen. Zo kregen klanten een CL 175 mét startmotor.

## CL 175
Nog in hetzelfde jaar verscheen de scramblerversie van de CD 175, de Honda CL 175. Die machine kreeg echter vijf versnellingen, 18 inch wielen en twee 20mm-Keihin carburateurs.

### 1968-1969, CL 175 K0
De CL 175 was aanvankelijk niet meer dan een 2 mm opgeboorde CL 160, met hetzelfde plaatframe. De kleuren waren in 1968 zelfs hetzelfde: Metallic Silver, Candy Orange en Candy Blue. De CL 175 K0 had beide omhoog gebogen uitlaten aan de linkerkant, afgedekt met verchroomde beenschilden. De tank had geen chroom, maar was gewoon in de basiskleur gespoten, evenals de zijdeksels. De bovenste delen van de voorvork en de koplamp waren zwart, de spatborden verchroomd.

### 1969-1970, CL 175 K3
Zonder dat er ooit een CL 175 K1 of K2 waren geweest, kreeg de machine in 1969 de naam "CL 175 K3". Deze machine had het nieuwe motorblok met rechtopstaande cilinders en als enige CL 175 een hoog voorspatbord. Tank, zijdeksels, spatborden en koplamp hadden een van de basiskleuren Candy Orange of Candy Blue, de voorvork was verchroomd. Op de tank stonden zilverkleurige biezen. Het frame was helemaal nieuw, een buisframe dat leek op een wiegframe, maar aan de onderkant het motorblok niet omsloot. Daar zat wel een stalen carterbeschermingsplaat. Het instrumentenpaneel zat niet meer in de koplamp, maar apart op het stuur en werd uitgebreid met een toerenteller. De belangrijkste wijziging was echter de toevoeging van de startmotor.

### 1970, CL 175 K4
De CL 175 K4 had weer een laag voorspatbord. Daardoor werd de machine weer meer "scrambler" en minder "offroad", waarschijnlijk omdat in 1970 een echte offroadmotor verscheen met de SL 175. De CL 175 K4 werd geleverd in Candy Ruby Red, Candy Sapphire Blue en Candy Topaz Orange. De tankbies was wit en de spatborden waren verchroomd. De bovenkant van de voorvork en de koplamp waren weer in de hoofdkleur gespoten en het achterste deel van het hitteschild van de uitlaten was zwart.

### 1971, CL 175 K5
De CL 175 K5 werd geleverd in Candy Topaz Orange, Strato Blue Metallic en Poppy Yellow Metallic, met een zwarte bies op de tank. De tank, zijdeksels, spatborden en de bovenkant van de voorvork waren in de basiskleur gespoten, het hitteschild was weer helemaal verchroomd.

### 1972, CL 175 K6
De CL 175 K6 werd geleverd in Magna Red en Varnish Blue Metallic. De rode versie had wit/gele tankbiezen, de blauwe versie had wit/oranje tankbiezen. De spatborden en de voorvork waren verchroomd, de koplamp was zwart.

### 1973, CL 175 K7
De CL 175 K7 werd geleverd in Light Ruby Red en Turquoise Green Metallic. De tankbies was wit. Verder was de machine gelijk aan de K6, maar er was nu een verchroomde handgreep voor de duopassagier aangebracht. Het instrumentenpaneel was meer naar de rijder gebogen.

## CB 175

### 1968: CB 175
Formeel werd de CB 175 pas in 1969 geïntroduceerd met de komst van de CB 175 K3, maar in 1968 leverde Honda al een CB 175. Dat was toen nog een CB 160 die 2 mm was opgeboord en zo op 174,1 cc kwam. Technisch was ze verder identiek aan de CB 160. De machine werd geleverd in zwart/zilver, Scarlet Red/zilver, blauw/zilver en wit/zilver. De benzinetank, het frame, de voorvork en de achterschokdempers waren in de basiskleur gespoten, net als de koplamp en het achterlichthuis. De spatborden en de zijpanelen waren altijd zilverkleurig. Het duozadel was zwart, met uitzondering van de blauw/zilveren versie, die een blauw zadel kreeg. Ze had nog het oude frame zonder extra buis onder het balhoofd. Vanaf 1969 werd de opbouw van de machine gelijk aan die van de Honda CB 125 K-twins, inclusief de kleuren.

### 1969, CB 175 K3
De CB 175 K3 uit 1969 had al een buisframe en ook de extra buis tussen het balhoofd en de voorkant van het motorblok. Dit was ook het nieuwe motorblok met vrijwel rechtop staande cilinders. De CB 175 K3 had een 12 volt elektrische installatie en in 1969 verschenen er twee versies van.

#### Eerste versie
De CB 175 K3 werd geleverd in Candy Blue met wit en Candy Orange met wit. De benzinetank was aan de bovenkant in de hoofdkleur gespoten en aan de onderkant wit. Het "Honda"-logo stond met zwarte letters in het onderste, witte deel. De zijdeksels waren wit, en daarop stond het "175"-embleem in de basiskleur samen met wit. Het zadel was glad. Bij de achterschokdempers waren de schroefveren zichtbaar.

#### Tweede versie
De tweede versie van de K3 kwam nog in hetzelfde jaar op de markt. De kleuren bleven gelijk, maar het Honda-logo stond nu in witte letters op het bovenste (gekleurde) deel van de tank. Het zadel was geribbeld en de achterveren waren omkapseld.

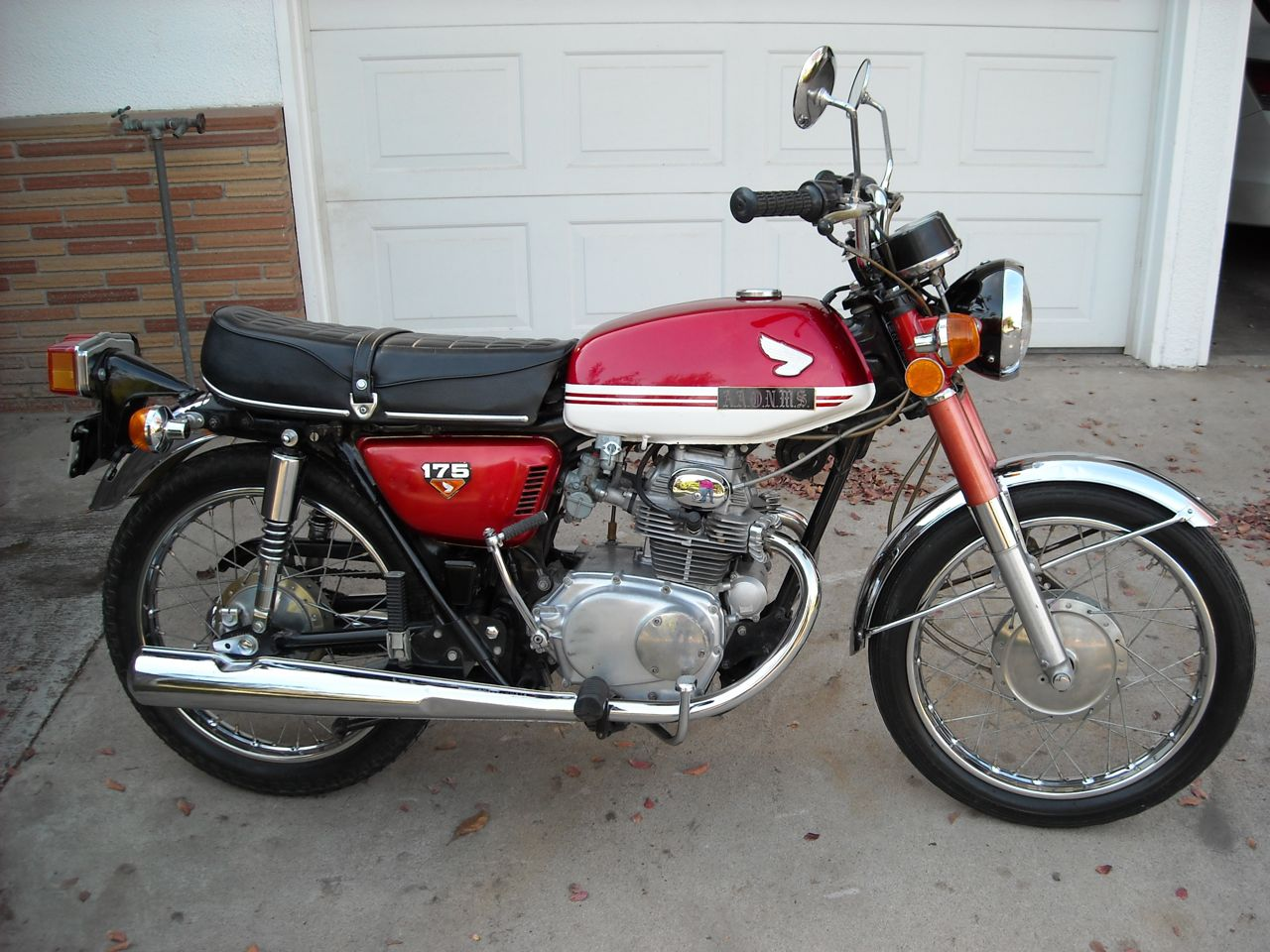
Honda CB 175 K4 uit 1970

### 1970, CB 175 K4
De CB 175 K4 kwam in 1970 op de markt in de kleuren Candy Blue Green met wit, Candy Gold met wit en Candy Ruby Red met wit. Het "Honda"-logo stond in zwarte letters op de witte onderkant van de tank. Het "175"-embleem op de zijdeksels was zwart op een witte ondergrond.

### 1971, CB 175 K5
In 1971 veranderden de kleuren niet, maar verschenen er twee dunne streepjes op de onderste tankhelft, die onderbroken werden door het woord "Honda". Het "175"-embleem op de zijdeksels was wit om een zwart/chroom ondergrond.

### 1972, CB 175 K6
In 1972 veranderde het uiterlijk van de CB 175 ingrijpend door af te stappen van de two-tone kleuren. De tank werd ronder en één basiskleur werd overheersend. Bij de K6 waren dat Light Ruby Red en Candy Gold. De tank kreeg een brede, zwarte bies waarin in witte letters "Honda" stond. De Honda-vleugel, die altijd op de bovenkant van de tank had gestaan, werd verplaatst naar de zijdeksels, waar hij op een rode driehoekige basis stond. Boven de vleugel stond in witte cijfers "175".

### 1973, CB 175 K7
De CB 175 K7 werd geleverd in Hawaiian Blue Metallic en Candy Orange. De bies op de tank was zwart/wit met het woord "Honda" in witte letters. Op de zijdeksels stond de Honda-vleugel op een rode, driekhoekige ondergrond met "175" in witte cijfers erboven. Achter het zadel zat een verchroomde handgreep voor de duopassagier. Het instrumentenpaneel was meer naar de rijder toe gekanteld.

## 1969-1970, GL 175
De Honda GL 175 was technisch vrijwel identiek aan de CL 175 K3, maar deze machine was vrijwel letterlijk als werkpaard bedoeld. Daarom had de machine een eenpersoons zadel met een groot bagagerek achterop, een hoog voorspatbord, een gesloten kettingkast en echte noppenbanden. Kennelijk was de machine bedoeld voor de schapenfarmers in Australië en Nieuw-Zeeland. Ze werd geadverteerd als "stille herder" en niet in de Verenigde Staten of Canada aangeboden.

## SL 175
De SL 175 was veel meer dan de CL 175 een echte offroadmotor. Daarom had de machine langere veerwegen, meer bodemvrijheid, een eenpersoonszadel en echte noppenbanden, maar ook een semi-dubbel wiegframe, waarvan twee framebuizen onder het motorblok door liepen om het carter te beschermen tegen rotsen en stenen.

### 1970, SL 175 K0 Motosport
De SL 175 K0 werd geleverd in Candy Topaz Orange, Candy Ruby Red en Candy Sapphire Blue, met witte biezen op de tank. Het "175"-embleem zat op de zijdeksels en was wit. De uitlaten zaten nog steeds links, maar waren onder een veel scherpere hoek gebogen en wezen schuin omhoog. Het hitteschild was verchroomd met verticale sleufjes.

### 1971-1972, SL 175 K1
De SL 175 K1 werd geleverd in Light Ruby Red, Candy Sapphire Blue en Poppy Yellow Metallic. De biezen op de tank waren nu verschillend: op de gele machine waren ze zwart, op de andere kleuren waren ze wit. Op de zijdeksels stond nu "SL 175" in chroom met wit. Het hitteschild was verchroomd, maar de verticale sleufjes waren vervangen door ronde gaatjes. De tank en het zadel werden ook gewijzigd.

## Technische gegevens
| Honda                  | CD 175                                             | CA 175                             | CL 175                             | CB 175                             | GL 175                             | SL 175                             |
| ---------------------- | -------------------------------------------------- | ---------------------------------- | ---------------------------------- | ---------------------------------- | ---------------------------------- | ---------------------------------- |
| Periode                | 1968-1979                                          | 1968-1969                          | 1968-1973                          | 1968-1973                          | 1969-1970                          | 1970-1972                          |
| Categorie              | Toer                                               | Toer                               | Scrambler                          | Sport                              | Farm bike                          | Offroad                            |
| Motortype              | OHC                                                | OHC                                | OHC                                | OHC                                | OHC                                | OHC                                |
| Bouwwijze              | Luchtgekoelde staande paralleltwin                 | Luchtgekoelde staande paralleltwin | Luchtgekoelde staande paralleltwin | Luchtgekoelde staande paralleltwin | Luchtgekoelde staande paralleltwin | Luchtgekoelde staande paralleltwin |
| Boring                 | 52 mm                                              | 52 mm                              | 52 mm                              | 52 mm                              | 52 mm                              | 52 mm                              |
| Slag                   | 41 mm                                              | 41 mm                              | 41 mm                              | 41 mm                              | 41 mm                              | 41 mm                              |
| Cilinderinhoud         | 174,1 cc                                           | 174,1 cc                           | 174,1 cc                           | 174,1 cc                           | 174,1 cc                           | 174,1 cc                           |
| Carburateur(s)         | 1 × Keihin                                         | 1 × Keihin                         | 2 × Keihin 20 mm                   | 2 × Keihin 20 mm                   | 1 × Keihin                         | 2 × Keihin 20 mm                   |
| Smeersysteem           | Wet-sump                                           | Wet-sump                           | Wet-sump                           | Wet-sump                           | Wet-sump                           | Wet-sump                           |
| Compressieverhouding   | 9:1                                                | 9:1                                | 9:1                                | 9:1                                | 9:1                                | 9:1                                |
| Max. Vermogen          | 17 pk bij 10.500 tpm                               | 17 pk bij 10.500 tpm               | 18 pk bij 10.000 tpm               | 20 pk bij 11.000 tpm               | 18 pk bij 9.000 tpm                | Onbekend                           |
| Topsnelheid            | 110 km/h                                           | 110 km/h                           | Onbekend                           | Onbekend                           | Onbekend                           | Onbekend                           |
| Primaire aandrijving   | Tandwielen                                         | Tandwielen                         | Tandwielen                         | Tandwielen                         | Tandwielen                         | Tandwielen                         |
| Koppeling              | Meervoudige natte platenkoppeling                  | Meervoudige natte platenkoppeling  | Meervoudige natte platenkoppeling  | Meervoudige natte platenkoppeling  | Meervoudige natte platenkoppeling  | Meervoudige natte platenkoppeling  |
| Versnellingen          | 4                                                  | 4                                  | 5                                  | 5                                  | 4                                  | 5                                  |
| Secundaire aandrijving | Ketting                                            | Ketting                            | Ketting                            | Ketting                            | Ketting                            | Ketting                            |
| Rijwielgedeelte        | Plaat-ruggengraatframe, vanaf 1970: Buis-brugframe | Plaat-ruggengraatframe             | Buis-brugframe                     | Buis-brugframe                     | Buis-brugframe                     | Semi-dubbel wiegframe              |
| Voorvork               | Telescoopvork                                      | Telescoopvork                      | Telescoopvork                      | Telescoopvork                      | Telescoopvork                      | Telescoopvork                      |
| Achtervork             | Swingarm                                           | Swingarm                           | Swingarm                           | Swingarm                           | Swingarm                           | Swingarm                           |
| Remmen                 | Trommelremmen                                      | Trommelremmen                      | Trommelremmen                      | Trommelremmen                      | Trommelremmen                      | Trommelremmen                      |
| Tankinhoud             | 10 L                                               | 10 L                               | 9 L                                | 11 L                               | 9,5 L                              | 9 L                                |
| Droog gewicht          | 123 kg                                             | 123 kg                             | 125 kg (rijklaar)                  | 142 kg (rijklaar)                  | 135 kg (rijklaar)                  | 113 kg                             |